# Buborékok (színmű)
A Buborékok Csiky Gergely vígjátéka három felvonásban, melyet 1884-ben mutattak be a budapesti Nemzeti Színházban.
A szerző ekkor már túl volt első társadalmi színműveinek (A proletárok, 1880; a Cifra nyomorúság, 1881; a A Stomfay-család, 1882) és vígjátékának (Mukányi, 1880) zajos sikerein, és ekkori néhány darabja „valamilyen szempontból az előző időszak tartalmi-formai ismétlése.” A Buborékok – A nagymama mellett – mégis a legnépszerűbb és legtöbbet játszott Csiky-mű.

## Személyek
- Solmay Ignác, földbirtokos
- Szidónia, neje
- Béla, országgyűlési képviselő
- Szerafin, Rábay neje
- Róbert
- Gizella
- Aranka
- Rábay Miklós, osztálytanácsos
- Morosán Demeter
- Tamás, fia
- Özvegy Sereckyné
- Chupor Aladár
- Hámor
- Malvin, neje
- Gombos, ügyvéd
- Bangó, kereskedősegéd
- Adolf, inas Solmaynál
- Relli, szobalány Solmaynál
- András, inas Rábaynál
- Betti, szobalány Rábaynál

Történik a fővárosban. Az első és a harmadik felvonás Solmay lakásán, a második felvonás Rábay lakásán játszódik.

## Cselekménye
A darab két központi alakja a budapesti otthonában fényűzően élő Solmay házaspár: Szidónia, a családon uraskodó hiú, könnyelműen költekező asszony és férje, Solmay Ignác, a gyenge jellemű földbirtokos, aki sok éve megadóan tűri nejének jeleneteit, „szcénái”-t. Már csak nyugalomra vágyik és fanyar gúnnyal nézi vagyonuk elúszását.
Két fiuk fényes partiról álmodozik. Az idősebbik, Béla országgyűlési képviselő és épp az estélyen készül bejelenti közeli házasságát a megözvegyült Sereckynével; ehhez persze apja birtokainak egy részére is igényt tart. Szidónia örülne a házasságnak, sőt legfiatalabb lánya, Gizella számára is kiszemelt már egy kérőt, bár erről Gizella mit sem tud; ő a nyáron megismert Tamást szereti. Tamás meg is érkezik az estélyre apjával, a család távoli rokonával, Morosán Demeter vidéki (pankotai) vállalkozóval, aki a Körös szabályozására kiírt pályázatot szeretné megnyerni Rábay minisztériumi osztálytanácsos segítségével. Rábay Miklós nem rég vette feleségül a legidősebb Solmay-lányt, Szerafint, akit most barátnője (Malvin) arra oktat, hogyan kell „sakkban tartani” egy férjet. Mellesleg azt is elárulja, hogy kifizette Szerafin titkolt ékszer- és ruhavásárlásainak számláit, persze merő szívességből, amit Szerafin a rákospalotai telkével fizethet majd vissza.
Önérzetes és becsületes férje kérdésére Szerafin kénytelen azt hazudni, hogy az apja fizette ki a számlákat. Solmay ugyan semmit nem ért az egészből, de lánya becsületét félti és hallgat, sőt kölcsönt vesz fel, mert fizetni kényszerül. Szidónia újabb drága kelméket vásárolt, de már nem kap hitelt, a családtól csak készpénzt fogadnak el. Közben megjelenik a Körös-szabályozásra pályázó konkurens is, történetesen épp Malvin férje.  
A félreértések és hazugságok végül kiderülnek. Rábay lemond minisztériumi állásáról, bár semmit nem követett el. Solmay bejelenti, hogy szétpukkadt a buborék: a család tönkrement, visszaköltöznek a pankotai birtokra. Béla házassága meghiúsul, hiszen Sereckyné is vagyontalan, és mindketten csak a fényes partit látták a másikban. „Megint szétpattant egy buborék” – mondja erre Solmay. Róbert, a léha Solmay-fiú egyszeriben dolgozni akar, és Morosán Demeter, a jóságos vállalkozó neki és Rábaynak állást biztosít (habár nem ő nyerte meg a Körös-pályázatot). A fiatalok, Gizella és Tamás egymáséi lesznek, Szerafin férjének „hű és igaz társa marad a balsorsban”. Egyedül Szidónia ragaszkodik régi énjéhez, de persze eszében sincs elválni, amit maga javasolt. Azzal vigasztalja magát, hogy Pankotán majd nőegyletet alapít és a társaság középpontja lesz.

## Értékelés, bemutatók
A Buborékok Csiky Gergely legjobb színműveiből való, jól szerkesztett darab. Látnivaló, hogy szatirikus éle van, „a dzsentri-léhaság parádéja és a rangos-pénzes házasságok ócska cirkusza.” A kritika azonban azt is hangsúlyozta, hogy a szatíra itt nem olyan éles, mint pl. a Proletárokban (1880), ez a darab derűsebb és megbocsátóbb, vagyis elsősorban vígjáték. 
A drámatörténet megállapította, hogy a középpontba állított, csillogni és uralkodni szerető asszony, Szidónia komikus alakja erősen emlékeztet Émile Augier francia színműíró A Fourchambault család (1874) című vígjátéka Fourchambaultné-jára, „de alakján mégis az életigazság színe mosolyog”.
A darab ősbemutatója 1884. április 18-án volt a budapesti Nemzeti Színházban. Szidónia szerepét Prielle Kornélia, Solmay Ignácot Vízvári Gyula alakította. Felújította a Nemzeti Színház 1955-ben.

## Megfilmesítés
A darabot 1983-ban Léner Péter rendező vitte filmre, azonos címmel, Körmendi János és Psota Irén főszereplésével.